# Акоста, Педро (мотогонщик)
Педро Акоста Санчес (исп. Pedro Acosta Sanchez, род 25 мая 2004, Масаррон, Мурсия, Испания) — испанский мотогонщик, участник чемпионата мира по шоссейно-кольцевым мотогонкам в классе MotoGP. В сезоне 2025 года выступает за команду «Red Bull KTM Factory Racing» под номером 37. чемпион мира по шоссейно-кольцевым мотогонкам в классах Moto3 (2021) и Moto2 (2023).
Он первый после Лориса Капиросси, кто выиграл чемпионский титул в классе Moto3 в дебютном сезоне.

## Карьера

### Начало карьеры
Акоста принимал участие в национальных соревнованиях. В 2017 году завоевал титул в категории PreMoto3. В 2018 году дебютировал в Junior Moto3 World Championship. В 2019 принимал участие в Red Bull MotoGP Rookies cup, одержал 3 победы и завершил сезон на 2 месте. Год спустя стал чемпионом серии, выиграв в первых 6 гонках сезона.

### Moto3
В 2021 году дебютировал в Чемпионате мира по шоссейно-кольцевым  в классе Moto3 в составе команды Red Bull KTM Ajo. В своей первой гонке в Катаре финишировал на 2 позиции, и стал одним из немногих, кто финишировал на подиуме в дебютной гонке. 4 апреля 2021 года выиграл Гран-при Дохи стартуя с Пит-лейна. Стал первым, кто сделал это. После этой гонки Акоста выиграл 2 следующие гонки в Португалии и Испании, став первым в истории чемпионата, кто финишировал на подиуме в своих первых 4 гонках. По ходу сезона Акоста выиграл ещё 3 раза (в Германии, Штирии и Алгарве). После Гран-при Алгарве Акоста выиграл чемпионский титул с отрывом в 43 очка, и стал первым после Лориса Капиросси, кто стал чемпионом в классе Moto3 в первом сезоне.

### Moto2
После чемпионского сезона в Moto3 был повышен в класс Мото2. Одержал первую победу на Гран-при Италии в Муджелло. По ходу сезона пропустил 2 этапа из-за перелома бедренной кости. После возвращения выиграл гонки в Арагоне и Валенсии. По итогам сезона стал новичком года в классе Moto2, став 5 в чемпионате, набрав 177 очков. В сезоне 2023 года одержал 7 побед (в Португалии, Америке, Италии, Германии, Сан-Марино, Индии и Индонезии). По итогам сезона стал чемпионом мира в классе Moto2, набрав 332.5 очков.

### MotoGP

#### Red Bull GasGas Tech3 (2024)
В 2024 году дебютировал в MotoGP в составе коллектива Red Bull GasGas Tech3. Он заставил о себе говорить по ходу Гран-при Катара, финишировав в спринте на 8 месте и на 9 в гонке. По ходу заезда Акоста занимал 4 место, но потерял позиции из-за износа резины. На Гран-при Португалии он финишировал на 3 месте в основной гонке. По ходу гонки он сумел обогнать более опытных Брэда Биндера, Марка Маркеса и Франческо Баньяю. В ходе сражения в спринтерской гонке Гран-при Америки Педро пропустил вперёд Маркеса и Хорхе Мартина, финишировав на 4 месте. По ходу основной гонки Акоста лидировал в течение продолжительного времени, провоцируя других мотогонщиков на ошибки и падения, он финишировал вторым уступив Маверику Виньялесу. После длительного периода без финишей на подиуме, он финишировал на подиуме в Арагоне (в спринте и основной гонке), Индонезии и в Таиланде. По итогам сезона Акоста занял 6 место в чемпионате, набрав 215 очков.

#### Red Bull KTM Factory Racing (2025—)
Перед Гран-при Италии в Муджелло было объявлено о том, что Акоста подписал многолетний контракт с Red Bull KTM Factory Racing, который вступил в силу по окончании сезона 2024 года.

## Статистика выступлений
| Легенда к таблице |                                                 |
| --- | ----------------------------------------------- |
| В таблице перечислены результаты всех Гран-при чемпионата мира, во всех классах, в которых принимал участие гонщик. Строками таблицы являются сезоны, столбцами все гонки Гран-при чемпионата мира, производитель мотоциклов и команда. В клетках указаны сокращённое название Гран-при и результат, клетка дополнительно обозначена цветом. Расшифровка обозначений и цветов представлена в нижеследующей таблице. |                                                 |
| \| Пример \| Описание \| \| ------------ \| ----------------------------------------------- \| \| 1 \| Победитель \| \| 2 \| Второе место \| \| 3 \| Третье место \| \| \| Финишировал в очковой зоне \| \| \| Финишировал вне очковой зоны \| \| НКЛ \| Не классифицирован \| \| Сход \| Не финишировал \| \| НКВ \| Не прошёл квалификацию \| \| НПКВ \| Не прошёл предварительную квалификацию \| \| ДСК \| Дисквалифицирован \| \| ИСК \| Исключён из протокола соревнований \| \| НС \| Не стартовал в гонке \| \| Т \| Травмирован или болен \| \| ОТК \| Отказ от участия \| \| НТР \| Прибыл на соревнования, но на трассу не выезжал \| \| НПР \| Не прибыл к началу соревнований \| \| НД \| Недопущен до старта \| \| О \| Гонка отменена \| \| НУ \| Не участвовал \| \| Поул-позиция \| \| \| Быстрый круг \| \| |                                                 |
| Пример | Описание                                        |
| 1 | Победитель                                      |
| 2 | Второе место                                    |
| 3 | Третье место                                    |
| | Финишировал в очковой зоне                      |
| | Финишировал вне очковой зоны                    |
| НКЛ | Не классифицирован                              |
| Сход | Не финишировал                                  |
| НКВ | Не прошёл квалификацию                          |
| НПКВ | Не прошёл предварительную квалификацию          |
| ДСК | Дисквалифицирован                               |
| ИСК | Исключён из протокола соревнований              |
| НС | Не стартовал в гонке                            |
| Т | Травмирован или болен                           |
| ОТК | Отказ от участия                                |
| НТР | Прибыл на соревнования, но на трассу не выезжал |
| НПР | Не прибыл к началу соревнований                 |
| НД | Недопущен до старта                             |
| О | Гонка отменена                                  |
| НУ | Не участвовал                                   |
| Поул-позиция |                                                 |
| Быстрый круг |                                                 |

#### По сезонам
| Сезон | Класс  | Мотоцикл | Команда               | Гонок | Победы | Подиумы | Поул | БК | Очки  | Место |
| ----- | ------ | -------- | --------------------- | ----- | ------ | ------- | ---- | -- | ----- | ----- |
| 2021  | Moto3  | KTM      | Red Bull KTM Ajo      | 18    | 6      | 8       | 1    | 1  | 259   | 1     |
| 2022  | Moto2  | KTM      | Red Bull KTM Ajo      | 18    | 3      | 5       | 1    | 1  | 177   | 5     |
| 2023  | Moto2  | KTM      | Red Bull KTM Ajo      | 20    | 7      | 14      | 3    | 8  | 332.5 | 1     |
| 2024  | MotoGP | KTM      | Red Bull GasGas Tech3 | 19    | 0      | 5       | 1    | 2  | 215   | 6     |
| Всего | Всего  | Всего    | Всего                 | 75    | 16     | 32      | 6    | 12 | 983.5 |       |